# Brendan Schaub
Brendan Peder Schaub (Aurora, 18 marzo 1983) è un ex lottatore di arti marziali miste ed ex giocatore di football americano statunitense.
Ha combattuto nella categoria dei pesi massimi per l'organizzazione statunitense UFC e in passato è stato campione di categoria nella federazione Ring of Fire.
Dal 2013 compete anche nell'organizzazione di grappling Metamoris.

## Carriera nel football americano
Brendan Schaub iniziò la sua carriera sportiva al college entrando a far parte contemporaneamente della squadra scolastica di football americano e della squadra di lacrosse.
Con il passaggio all'Università del Colorado Schaub si dedica totalmente al football americano con la squadra universitaria e totalizza 26 presenze sempre però subentrando a partita in corso.
Successivamente diviene un professionista del football a 8 entrando nell'Arena Football League con gli Utah Blaze.
Si è anche allenato con i Buffalo Bills, squadra dell'NFL.

## Carriera nelle arti marziali miste

### Inizi: Ring Of Fire
Schaub già si allenava nelle arti marziali miste per tenersi fisicamente in forma ed è stato un campione Golden Gloves di pugilato; una volta lasciato il football americano si concentra totalmente sulle MMA ed entra nella palestra High Altitude Martial Arts di Denver, gestita da Nate Marquardt.
Il suo primo incontro da professionista avviene nel 2008 con la promozione Ring Of Fire.
In un anno vince quattro incontri e la cintura dei pesi massimi Ring Of Fire.

### Ultimate Fighting Championship
Entra in UFC nel 2009 grazie alla decima stagione del reality show The Ultimate Fighter, nella quale faceva parte della squadra capitanata da Rashad Evans: nel torneo dei pesi massimi sconfigge Demico Rogers, Jon Madsen e Marcus Jones ma perde la finale contro Roy Nelson per KO al primo round.
Ottiene comunque un contratto con l'UFC nel 2010 e dimostra subito di essere un lottatore di altissimo livello, vincendo quattro incontri di fila e in particolare sconfiggendo Gabriel Gonzaga e mettendo KO la leggenda del K-1 Mirko Filipović.
A quel punto gli viene concessa la possibilità di sfidare un altro lottatore dal grande passato in Giappone, il veterano Antônio Rodrigo Nogueira, ma questa volta viene sconfitto per KO al primo round.
Viene messo KO nel primo round anche nel 2012 dal connazionale Ben Rothwell, non certo un top fighter di categoria: Schaub paga un gameplay caratterizzato da uno striking senza guardia nel breve, soluzione molto pericolosa per un lottatore con un mento molto debole, e dopo tale sconfitta scivola dai top 10 di categoria nelle varie classifiche dei siti specializzati.
Il 23 febbraio 2013 sfida Lavar Johnson in un match dove riesce a convincere tutti e tre i giudici portando ripetutamente a terra il suo avversario e controllando la situazione.
A giugno del 2013 riceve il permesso da Dana White per partecipare all'evento Metamoris II dell'organizzazione di jiu jitsu brasiliano e grappling Metamoris.
Brendan Schaub viene messo di fronte a Roberto "Cyborg" Abreu in un match con regole no-gi, durante il quale si rifiutò di andare a terra allontanandosi più e più volte dal suo avversario e ricevendo i fischi del pubblico.
I giudici dichiararono la vittoria a favore del suo avversario e definirono la sua performance vergognosa e non rispettosa nei confronti di questo sport; nell'intervista post match Schaub ha insultato gli spettatori perché, secondo lui, non capivano niente di quale fossero le sue intenzioni durante l'incontro.
In luglio avrebbe dovuto affrontare Matt Mitrione ma il suo avversario diede forfait causa infortunio, e così il match tra i due ex giocatori di football americano ed ex alunni della stessa edizione di The Ultimate Fighter venne posticipato a settembre: Schaub s'impose con la prima vittoria in carriera per sottomissione.
Nel giugno del 2014 venne sconfitto per decisione non unanime dal navigato Andrei Arlovski, il quale fu campione dei pesi massimi UFC nel 2005.
Cadde anche nel dicembre dello stesso anno contro il top contender Travis Browne.
Dopo aver annunciato di voler competere nella categoria dei pesi mediomassimi, decise il 12 ottobre del 2015 di ritirarsi ufficialmente dalle arti marziali miste, soprattutto per il fatto di aver subito negli ultimi tempi molti infortuni e anche a causa del contratto da parte della UFC con la Reebok. Nonostante ciò Brendan continuò ad apparire negli show televisivi della federazione.

## Risultati nelle arti marziali miste
Gli incontri segnati su sfondo grigio si riferiscono ad incontri di esibizione non ufficiali o comunque non validi per essere integrati nel record da professionista.
| Risultato | Record | Avversario               | Metodo                         | Evento                                    | Data              | Round | Tempo | Città                   | Note                                          |
| --------- | ------ | ------------------------ | ------------------------------ | ----------------------------------------- | ----------------- | ----- | ----- | ----------------------- | --------------------------------------------- |
| Sconfitta | 10-5   | Travis Browne            | KO Tecnico (pugni)             | UFC 181: Hendricks vs. Lawler II          | 6 dicembre 2014   | 1     | 4:50  | Las Vegas, Stati Uniti  |                                               |
| Sconfitta | 10-4   | Andrei Arlovski          | Decisione (non unanime)        | UFC 174: Johnson vs. Bagautinov           | 14 giugno 2014    | 3     | 5:00  | Vancouver, Canada       |                                               |
| Vittoria  | 10-3   | Matt Mitrione            | Sottomissione (d'arce choke)   | UFC 165: Jones vs. Gustafsson             | 21 settembre 2013 | 1     | 4:06  | Toronto, Canada         |                                               |
| Vittoria  | 9-3    | Lavar Johnson            | Decisione (unanime)            | UFC 157: Rousey vs. Carmouche             | 23 febbraio 2013  | 3     | 5:00  | Anaheim, Stati Uniti    |                                               |
| Sconfitta | 8-3    | Ben Rothwell             | KO (pugni)                     | UFC 145: Jones vs. Evans                  | 21 aprile 2012    | 1     | 1:10  | Atlanta, Stati Uniti    |                                               |
| Sconfitta | 8–2    | Antônio Rodrigo Nogueira | KO (pugni)                     | UFC 134: Silva vs. Okami                  | 27 agosto 2011    | 1     | 3:09  | Rio de Janeiro, Brasile |                                               |
| Vittoria  | 8–1    | Mirko Filipović          | KO (pugno)                     | UFC 128: Shogun vs. Jones                 | 19 marzo 2011     | 3     | 3:44  | Newark, Stati Uniti     |                                               |
| Vittoria  | 7–1    | Gabriel Gonzaga          | Decisione (unanime)            | UFC 121: Lesnar vs. Velasquez             | 23 ottobre 2010   | 3     | 5:00  | Anaheim, Stati Uniti    |                                               |
| Vittoria  | 6–1    | Chris Tuchscherer        | KO Tecnico (pugni)             | UFC 116: Lesnar vs. Carwin                | 3 luglio 2010     | 1     | 1:07  | Las Vegas, Stati Uniti  |                                               |
| Vittoria  | 5–1    | Chase Gormley            | KO Tecnico (pugni)             | UFC Live: Vera vs. Jones                  | 21 marzo 2010     | 1     | 0:47  | Broomfield, Stati Uniti |                                               |
| Sconfitta | 4–1    | Roy Nelson               | KO (pugno)                     | The Ultimate Fighter: Heavyweights Finale | 5 dicembre 2009   | 1     | 3:45  | Las Vegas, Stati Uniti  | Torneo dei Pesi Massimi TUF 10, Finale        |
| Vittoria  | NU     | Marcus Jones             | KO Tecnico (pugni)             | The Ultimate Fighter 10                   | 2 dicembre 2009   | 1     | 2:11  | Las Vegas, Stati Uniti  | Torneo dei Pesi Massimi TUF 10, Semifinale    |
| Vittoria  | NU     | Jon Madsen               | KO (pugno)                     | The Ultimate Fighter 10                   | 18 novembre 2009  | 2     | 1:39  | Las Vegas, Stati Uniti  | Torneo dei Pesi Massimi TUF 10, Secondo turno |
| Vittoria  | NU     | Demico Rogers            | Sottomissione (anaconda choke) | The Ultimate Fighter 10                   | 7 ottobre 2009    | 1     | 3:17  | Las Vegas, Stati Uniti  | Torneo dei Pesi Massimi TUF 10, Primo turno   |
| Vittoria  | 4–0    | Bojan Spalević           | KO Tecnico (pugni)             | ROF 34: Judgment Day                      | 12 aprile 2009    | 1     | 0:52  | Broomfield, Stati Uniti | Vince il titolo dei Pesi Massimi ROF          |
| Vittoria  | 3–0    | Alex Rozman              | KO Tecnico (pugni)             | ROF 33: Adrenaline                        | 10 gennaio 2009   | 1     | 1:27  | Broomfield, Stati Uniti |                                               |
| Vittoria  | 2–0    | Johnny Curtis            | KO Tecnico (infortunio)        | UWC: Confrontation                        | 11 ottobre 2008   | 1     | 1:07  | Fairfax, Stati Uniti    |                                               |
| Vittoria  | 1–0    | Jay Lester               | KO Tecnico (pugni)             | ROF 32 - Respect                          | 13 giugno 2008    | 1     | 0:30  | Broomfield, Stati Uniti |                                               |

## Filmografia parziale
- The Tax Collector, regia di David Ayer (2020)